# Atlético Minero
Atlético Minero is een Peruviaanse voetbalclub uit Matucana, in de buurt van Lima. De club is opgericht in 1997 opgericht. In 2007 week de club voor een jaar uit naar Huancayo.